# Cornant
Cornant ist eine französische Gemeinde mit 364 Einwohnern (Stand: 1. Januar 2022) im Département Yonne in der Region Bourgogne-Franche-Comté. Cornant gehört zum Arrondissement Sens und zum Kanton Gâtinais en Bourgogne (bis 2015: Kanton Sens-Ouest). Die Einwohner werden Cornantois genannt.

## Geographie
Cornant liegt etwa zehn Kilometer südwestlich des Stadtzentrums von Sens. Umgeben wird Cornant von den Nachbargemeinden Collemiers im Norden und Osten, Égriselles-le-Bocage im Süden und Osten sowie Villeneuve-la-Dondagre im Westen.
Durch die Gemeinde führt die Autoroute A19. 

## Bevölkerungsentwicklung
| Jahr                       | 1881 | 1962 | 1968 | 1975 | 1982 | 1990 | 1999 | 2006 | 2013 |
| Einwohner                  | 296  | 146  | 147  | 153  | 193  | 273  | 327  | 340  | 356  |
| Quellen: Cassini und INSEE |      |      |      |      |      |      |      |      |      |

## Sehenswürdigkeiten

Kirche Notre-Dame

- Kirche Notre-Dame